# Proedromys liangshanensis
Proedromys liangshanensis är ett däggdjur i familjen hamsterartade gnagare som förekommer i Kina. Populationen infogades tidigare i Proedromys bedfordi. Artepitet i det vetenskapliga namnet syftar på regionen Liangshan där arten hittades.

## Utseende
Arten når en kroppslängd (huvud och bål) av 102 till 131 mm och en svanslängd av 61 till 82 mm. Den har 20 till 24 mm långa bakfötter och 13 till 19 mm stora öron. Håren på ovansidan är svartgrå nära roten och annars gulbrun vad som ger en mörk gulbrun pälsfärg. Undersidans hår har ett liknande utseende men deras spetsar är ljusare gul och därför är undersidans päls ljusare. Övergången mellan den mörkare ovansidan och den ljusare undersidan är stegvis. Öronens yttersta del är synlig utanför pälsen. Svansens färguppdelning är tydligare med en svartbrun ovansida och en ljusgrå undersida. På bakfötterna förekommer främst vita hår med längre hår intill klorna. De flesta morrhåren är vita och några morrhår har en gråbrun färg. Av honans spenar ligger två par på bröstet och två par vid ljumsken.
Proedromys liangshanensis har ganska breda övre framtänder och ganska smala nedre framtänder. Hörntänder och premolarer saknas och antalet molarer i varje käkhalva är tre. Jämförd med Proedromys bedfordi har arten en längre svans (i jämförelse till bålen), en större skalle och bredare övre framtänder.

## Utbredning
Denna gnagare är bara känd från bergstrakter i sydvästra delen av provinsen Sichuan i Kina. Den vistas i regioner som ligger 2560 till 3100 meter över havet. Området är täckt av fuktiga barrskogar med bambu och mossa som undervegetation. Arten besöker även angränsande gräsmarker.

## Status
I utbredningsområdet finns två naturskyddsområden. IUCN saknar data angående artens populationsstorlek och listar Proedromys liangshanensis med kunskapsbrist (DD). I regionens skyddsområden lever även jättepandan.